# Cassaniouze
Cassaniouze é uma comuna francesa na região administrativa de Auvérnia-Ródano-Alpes, no departamento de Cantal. Estende-se por uma área de 36,69 km². Em 2010 a comuna tinha 534 habitantes (densidade: 14,6 hab./km²).